# Thánh Geneviève
Thánh Geneviève (tiếng Anh: Saint Genevieve, tiếng Pháp: Sainte Geneviève; Nanterre, khoảng 419/422 - Paris, 502/512) là vị Thánh quan thầy của thành phố Paris trong cả Công giáo Roma và Chính thống giáo Đông phương. Lễ kính của bà là ngày 3 tháng 1.

## Cuộc đời
Nguyên danh hiệu của bà trong tiếng Latin là Sancta Genovefa, trong hệ ngôn ngữ Germanic được ghép từ keno (họ hàng) và wefa (vợ). Bà được cho là sinh khoảng năm 419 đến 422 tại Nanterre, trong một gia đình nông dân bởi người cha gốc Frank và người mẹ gốc Gallo-Roman.
Được cho là một người mộ đạo, khi Germanus của Auxerre, một giáo sĩ, người về sau trở thành một giám mục và được phong Thánh, đến Nanterre, bà đã nêu ý nguyện hiến dâng cuộc đời cho Thiên Chúa. Ông rất khuyến khích ý nghĩ này của bà, và sau đó bà trở thành nữ tu khi mới 15 tuổi.

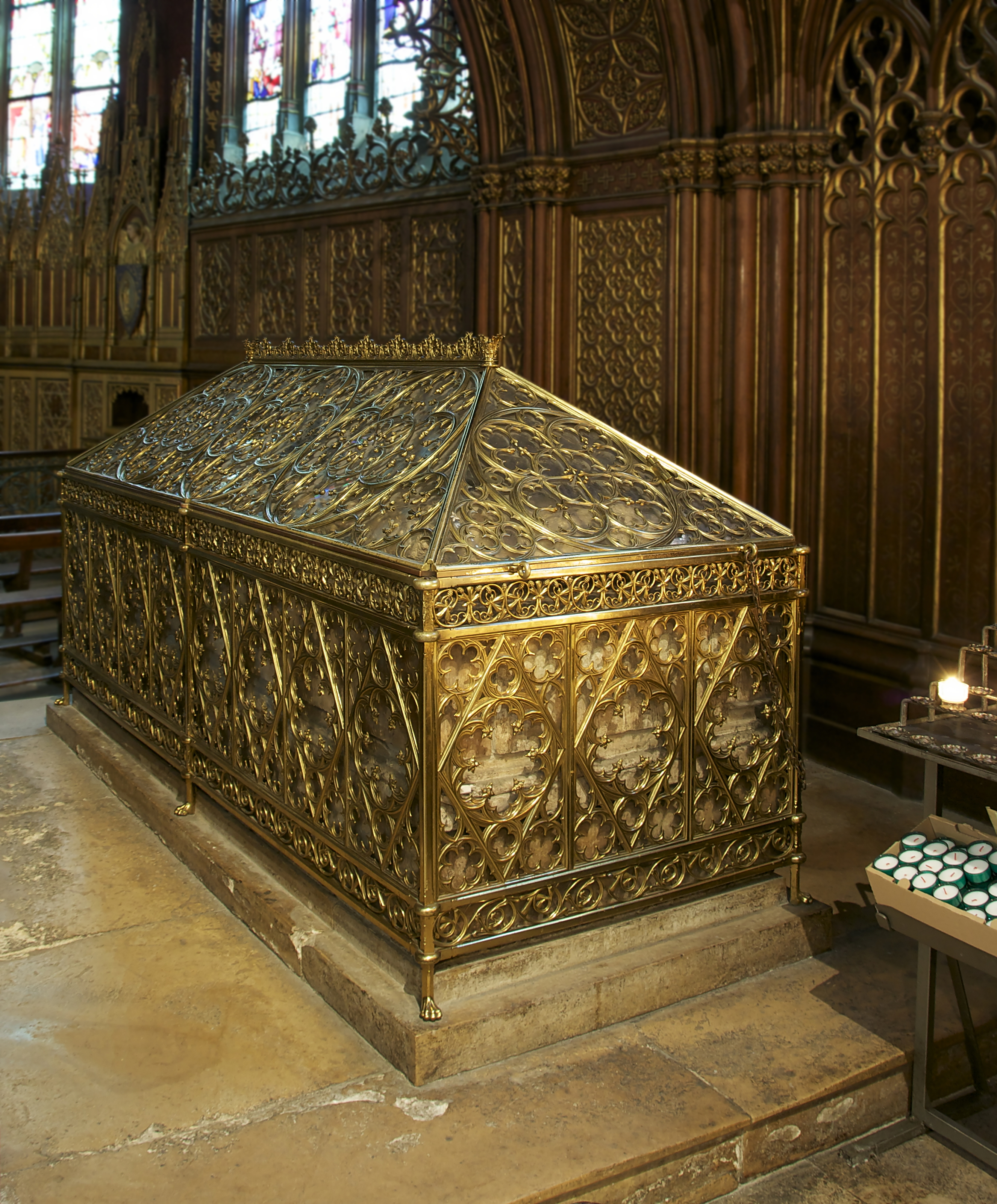
Ngôi mộ Thánh Genevieve tại nhà thờ Thánh Etienne du Mont, Paris.